# Michael Jamieson
Michael Jamieson (ur. 5 sierpnia 1988 w Glasgow) – brytyjski pływak, specjalizujący się głównie w stylu klasycznym.
W 2011 roku Jamieson zdobył brązowy medal podczas mistrzostw Europy na krótkim basenie w Szczecinie na 200 m stylem klasycznym.
Rok później Brytyjczyk po raz wywalczył srebrny medal w ramach  Letnich Igrzyskach Olimpijskich w Londynie również na dystansie 200 m stylem klasycznym przegrywając jedynie z Węgrem Dánielem Gyurtą.